# William Congreve

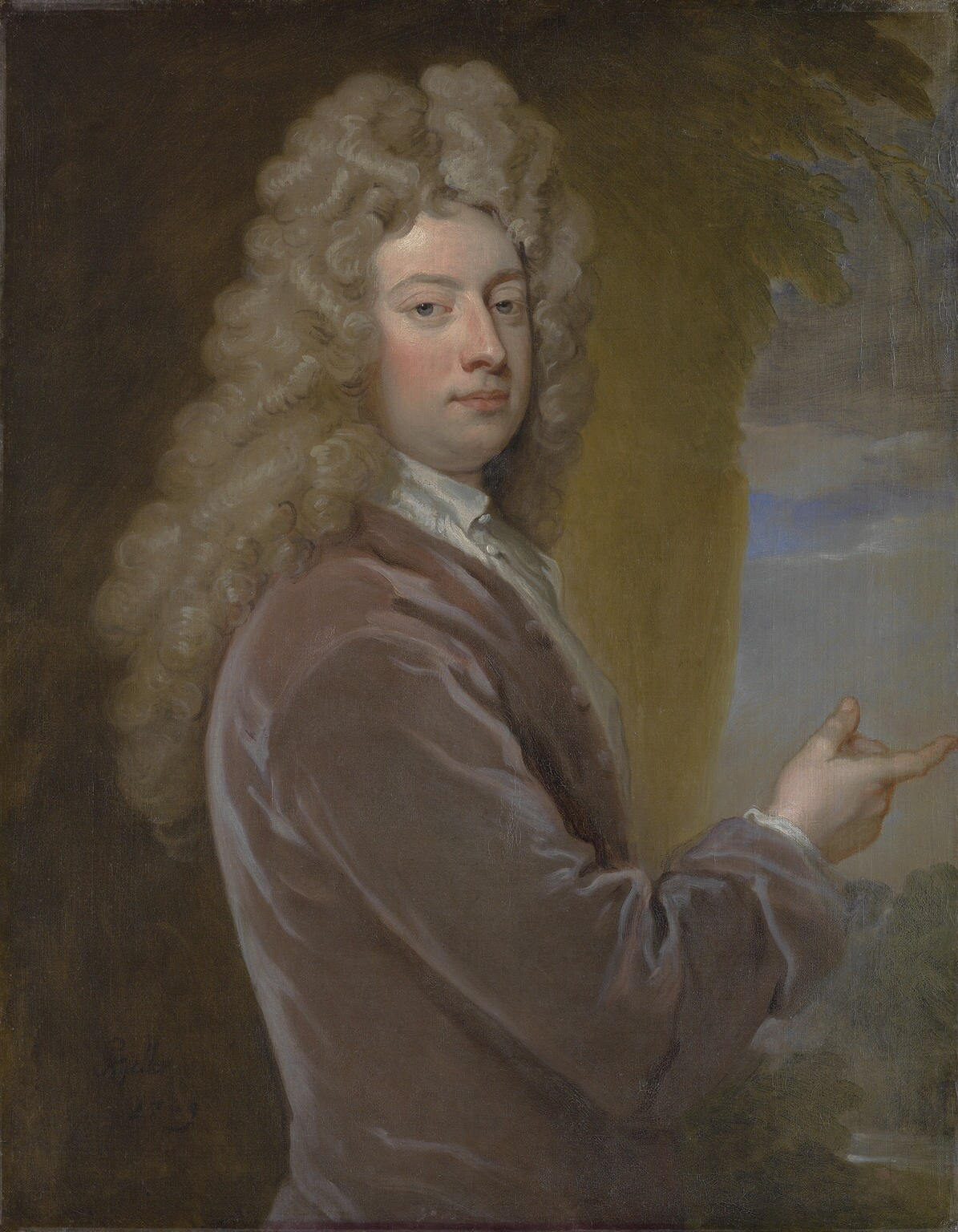
Retrat de William Congreve realitzat per Godfrey Kneller el 1709, imatge en blanc i negre del quadre original en color

William Congreve (Bardsey, West Yorkshire (Anglaterra), 24 de gener de 1670 - Londres, 19 de gener de 1729) fou un dramaturg i poeta anglès.
Va néixer a Bardsey, West Yorkshire, prop de la ciutat de Leeds. Estudià dret al Trinity College de Dublín on va conèixer Jonathan Swift de qui va ser amic durant la resta de la vida. Després de diplomar-se, es va interessar pel món de la literatura i es va convertir en deixeble i seguidor de John Dryden. És un dels autors més destacats de la comèdia de la Restauració.
Va escriure algunes de les representacions teatrals més conegudes de la literatura de la Restauració anglesa. Als trenta anys ja havia escrit nombroses obres importants com Love for Love (1695) o The Way of the World (1700).
No obstant això la seua carrera va ser d'una rapidesa fulminant. Després d'escriure cinc peces teatrals entre 1693 i 1700, deixà d'escriure a causa de l'evolució de les modes i el escàs seguiment del públic, que es mostraven menys favorables a les comèdies de temes sexualment explícits de les que Congreve era especialista. Fou un dels dramaturgs més atacats pel bisbe Jeremy Collier en el seu pamflet A Short View of the Immorality and Profaneness of the English Stage, cosa que el va dur a escriure una llarga resposta titulada Amendments of Mr. Collier's False and Imperfect Citations.
Com a membre del partit whig, Congreve es va interessar pel tema polític i va ocupar alguns càrrecs baixos. Afligit del mal de gota, es va retirar definitivament del teatre i va viure fins sa mort amb escassos recursos provinents de les primeres obres treballades, que completà amb algunes traduccions. Va morir a Londres,pel que se sap, en un accident i va ser enterrat posteriorment a l'abadia de Westminster.